# Chelodina
Chelodina es un género de tortugas de la familia Chelidae. Los miembros de este género se distribuyen por Australia, Nueva Guinea, Timor y Roti.

## Especies
Se reconocen las siguientes 15 especies vivas y tres extintas:
- Chelodina burrungandjii Thomson, Kennett & Georges, 2000
- Chelodina canni Mccord & Thomson, 2002
- Chelodina colliei Gray, 1856
- Chelodina expansa Gray, 1857
- Chelodina gunaleni Mccord & Joseph-Ouni, 2007
- Chelodina kuchlingi Cann, 1997
- Chelodina longicollis (Shaw, 1794)
- Chelodina mccordi Rhodin, 1994
- Chelodina novaeguineae Boulenger, 1888
- Chelodina oblonga Gray, 1841
- Chelodina parkeri Rhodin & Mittermeier, 1976
- Chelodina pritchardi Rhodin, 1994
- Chelodina reimanni Philippen & Grossmann, 1990
- Chelodina steindachneri Siebenrock, 1914
- Chelodina walloyarrina Mccord & Joseph-Ouni, 2007

- † Chelodina alanrixi de Broin & Molnar, 2001[3]
- † Chelodina insculpta de Vis, 1897[4]
- † Chelodina murrayi Yates, 2013[5]